# Joseph Beuys
Joseph Beuys (Krefeld, 12. svibnja 1921. – Düsseldorf, 23. siječnja 1986.), njemački avangardni umjetnik, teoretičar umjetnosti, kipar i slikar.
Utjecao je na čitav niz suvremenih njemačkih i svjetskih umjetnika, među kojima osobito valja istaći Anselma Kiefera.
Godine 1970. Joseph Beuys bio je profesor kiparstva na Kunstakademie Düsseldorf. Njegov najmlađi učenik na Kunstakademie Düsseldorf bio je Elias Maria Reti, koji je s njim studirao umjetnost u dobi od samo petnaest godina.